# 安·馬瑟
安·馬瑟（英語：Ann Mather，1960年4月10日—），英國商界高管。她是Alphabet、Netflix、Bumble和Blend的董事會成員。她之前的董事會經歷包括Airbnb、Arista Networks、米高梅影業和Zappos。1999年9月至2004年4月，馬瑟擔任皮克斯工作室的執行副總裁兼財務長，向史帝夫·賈伯斯匯報工作。她是劍橋大學雪梨·薩塞克斯學院的榮譽院士。

## 早年生活與教育
馬瑟出生於1960年。她曾就讀於英國劍橋大學並獲得地理和土地經濟專業碩士學位。

## 生涯
畢業後，馬瑟搬到了英國倫敦並在畢馬威審計師事務所展開她的職業生涯。離開畢馬威後，她於1984年前往派拉蒙影業工作。1984年至1988年在派拉蒙工作期間，她曾在倫敦、阿姆斯特丹和紐約工作。1992年至1993年間，她在巴黎為迪士尼工作，幫助其在歐洲建立國際影院發行部門。在加入迪士尼之前，她曾在美國人壽保險公司（AIG的一個部門，後被大都會人壽保險收購）工作。1993年至1999年間，她在洛杉磯華特迪士尼工作室擔任過多個行政職務，其中包括博偉國際戲劇部的財務和行政高級副總裁。離開迪士尼後，馬瑟擔任威秀電影公司的執行副總裁兼財務長。
1999年，安·馬瑟被任命為皮克斯的執行副總裁、財務長兼公司秘書，任期從1999年9月至2004年4月。離開皮克斯後，她加入了Google董事會以及媒體和技術領域的其他上市和私營公司董事會。

## 董事會成員
馬瑟目前擔任Bumble董事會主席，以及Alphabet、Netflix和Blend董事會審計委員會主席。
她曾擔任Airbnb、Arista Networks、Zappos.com（2009年被Amazon.com收購）、Shopping.com（2005年被eBay收購）以及中歐媒體企業、Shutterfly、速匯金和Glu Mobile（2005年9月至2021年2月10日）的董事。2010年至2019年，她擔任米高梅電影公司董事會主席和首席獨立董事。
馬瑟曾幫助七家私營公司上市，並參與了多項成功的資產處置。